# 伊戈尔·瓦沙诺夫
伊戈尔·瓦沙诺夫（1988年10月16日—）是一名哈萨克斯坦举重运动员，身高1.75米。2010年，在广州亚运会中以375千克夺得男子105公斤级举重第五名。